# Katharina Kummer
Katharina Kummer (geboren 1981 in Nürnberg) ist eine deutsche Regisseurin und Theaterautorin.

## Leben und Werk
Nach ihrem Studium der Linguistik an der Humboldt-Universität Berlin diplomierte Katharina Kummer im Fach darstellende Kunst/Puppenspielkunst an der Hochschule für Schauspielkunst Ernst Busch. 2010 bis 2017 war sie Ensemblemitglied des Puppentheaters Halle und im Zuge dessen in einer Kooperation mit der Compagnie DACM auf Welttournee. Als Regisseurin und Autorin inszeniert sie an zahlreichen Bühnen. Ihre eigenen Texte sowie Adaptionen wurden etwa in Berlin, Wien, Halle, Salzburg, Augsburg, Koblenz, Chemnitz, Dresden u. a. uraufgeführt.
In ihren Texten und Inszenierungen entwickelt Katharina Kummer eine Theatersprache, die stark von einem animistischen Weltverständnis und einer eigenen Auslegung ihres Metiers, dem Puppen-, Figuren und Objekttheater geprägt ist. Als Linguistin spielt sie mit drastischen Verschiebungen vertrauter Ordnungsmuster und exponiert das Publikum Erfahrungen, die dessen Begriffswelt und Wahrnehmungsgewohnheiten herausfordern und transformieren. Die vielstimmigen, intertextuellen Collagen kennzeichnet eine Mischung aus sorgfältig recherchierter essayistischer Reflexion und lebendigem Bezug auf Spektakel, Zirkus und Ritual.

## Theater und Film

### Inszenierungen und Uraufführungen
- What did you do when lady Di died?, Theateradaption/Text/Regie: Katharina Kummer, Premiere am Werk X-Petersplatz, Wien 2023
- Djamila von Tschingis Aitmatow, Theateradaption/Text/Regie: Katharina Kummer, Premiere am tjg Dresden 2022
- Der Schaum der Tage oder: die Lachsforelle, auf Grundlage des Romans L’Écume des jours von Boris Vian, Theateradaption/Text/Regie: Katharina Kummer, Premiere am Theater Koblenz 2022
- so much pain! a bodypiece for LIZ, Text/Regie: Katharina Kummer, Uraufführung am Theater o.N. Berlin 2021
- Woyzeck - ein Solo für drei Personen, Text: Georg Büchner, Regie: Katharina Kummer, Premiere am Landestheater Neuss, 2021
- strawberry fields FOREVER - eine Videothek von Katharina Kummer und Christoph Bochdansky, Text/Regie: Katharina Kummer in Zusammenarbeit mit Christoph Bochdansky, Uraufführung am Schubert Theater Wien 2021
- Turm/Schleier Puppe/Fleisch, Text/Regie: Katharina Kummer, Soloperformance: Katharina Kummer, Uraufführung am Toihaus Salzburg 2020
- Talk to me in a Language I don‘t Understand, Text/Regie: Katharina Kummer, Miniatur für das AGORA Theater in Belgien 2019
- Welcome to Paradise Lost, Text: Falk Richter, Regie: Katharina Kummer, Uraufführung am Theater Koblenz 2019
- NICHTS. Was im Leben wichtig ist, Text: Janne Teller, Regie: Katharina Kummer, Premiere am Figurentheater in Chemnitz 2019
- IT WAS BEAUTY KILLED THE BEAST and/or: stop fucking for eva!, Text/Regie: Katharina Kummer, Uraufführung an der HMDK Stuttgart 2019
- Die 12 Monate - Ein Märchen, Fassung/Regie: Katharina Kummer, Premiere am Theater o.N. in Berlin 2018
- ERST WAR ES LEER OHNE HERZ, ABER JETZT GEHT’S WIEDER, Text: Lucy Kirkwood, Regie: Katharina Kummer, Premiere am Theater Koblenz 2018
- TIME TO DESERT - kollektiver Selbstmord statt Widerstand! Eine Neverlandcollage. Text/Regie: Katharina Kummer, Uraufführung am DSCHUNGEL Wien 2018
- ROTE SONNE oder: Dieser Planet geht mir auf die Nerven. Ein Palimpsest von Katharina Kummer über Motive des Films „Rote Sonne“ von Rudolf Thome, Text/Regie: Katharina Kummer, Uraufführung am Theater Augsburg 2018
- Bei uns ist alles un Ordnung! - eine Bewegungspartitur, Text/Regie: Katharina Kummer, Uraufführung Puppentheater Halle 2017
- Mirjam & Myriam oder: Sieh dich vor, im Traum eines kleinen Mädchens gefangen zu sein, Text/Regie: Katharina Kummer, Uraufführung DSCHUNGEL Wien 2016, Premiere Theater Koblenz 2017
- Fuck You, Eu ro Pa! Text: Nicoleta Esinencu, Regie: Katharina Kummer, Premiere Maxim Gorki Theater Berlin 2014
- Ach und Weh - eine Liebesmüllabfuhr unter Aufsicht von Elfriede Jelinek Soloperformance: Katharina Kummer, Uraufführung HfS Ernst-Busch Berlin 2009

### Produktionen als Spielerin (Auswahl)
- Turm/Schleier Puppe/Fleisch, Soloperformance von Katharina Kummer, Toihaus Salzburg 2020
- Vom Abendland, Regie: Christoph Werner, Puppentheater Halle, 2017
- 1000 und eine Nacht, Regie: Ania Michaelis, Puppentheater Halle, 2016
- The Ventriloquists Convention von Dennis Cooper & Ensemble, Regie: Gisèle Vienne, Koproduktion DACM / Puppentheater Halle, 2015
- Jorinde und Joringel, Regie: Nis Søgaard, Puppentheater Halle, 2014
- Der Besuch der alten Dame von Dürrenmatt, Regie: Christoph Werner, Puppentheater Halle, 2014
- Der seltsamste Fall des Doktor E.T.A. Hoffmann, Regie: Christoph Werner, Puppentheater Halle, 2013
- Die Buddenbrooks von Thomas Mann, Fassung John von Düffel, Regie: Moritz Sostmann, Puppentheater Halle, 2012
- Konzert für eine taube Seele von Christoph Werner, Regie: Christoph Werner, Puppentheater Halle 2012
- Meine Kältekammer von Joel Pommerat, Regie: Christoph Werner, Puppentheater Halle / Compagnie Louis Brouillard, 2011
- King Kong Theorie oder Ich komme als Opfer einfach nicht unauffällig genug rüber, deutschsprachige Erstaufführung nach Virginie Despentes, Regie: Claudia Bauer, neues theater Halle, 2011
- Die hässliche Herzogin Margarete Maultasch von Lion Feuchtwanger, Regie: Ania Michaelis, Puppentheater Halle, 2011
- Ach und Weh - eine Liebesmüllabfuhr unter Aufsicht von Elfriede Jelinek, Soloperformance von Katharina Kummer, HfS Ernst-Busch Berlin 2009
- Reinecke Fuchs, Regie: Christian Weise, Maxim Gorki Theater Berlin, Internationales Figurentheaterfestival Erlangen, 2009
- Michael Kohlhaas von Heinrich v. Kleist, Regie: Tim Tonndorf, Theater Zerbrochene Fenster Berlin, 2008
- Von einem, der auszog, das Fürchten zu lernen, Regie: Christopher Gottwald, Das Theater Erlangen, 2006/2007
- Die Dreigroschenoper von Brecht, Regie: Johanna Schall, Maxim Gorki Theater Berlin, 2003–2006

### Filmographie (Auswahl)
- TheE Undetectable Peepshow. Ein Videoessay von Katharina Kummer initiiert von Red Edition - Migrant Sex Worker’s Group Vienna (Text/Regie/Produktion)
- Konzert für eine Taube Seele, Regie: Axel Fuhrmann ZDF, Arte, Dokfabrik 2014
- CrashVertrauenTeer, Regie: Gruppe Videotext, 2010
- Wie ich eines schönen Morgens im April das 100%ige Mädchen sah, Regie: Nick Hanke, 2009
- Brinkmanns Zorn, Regie: Harald Bergmann, 2005
- Esma und Stefan, Regie: Delf Woischnig, 2004

## Preise und Auszeichnungen
2015 Erster Preis Secondo Theaterfestival Zürich für „FUCK YOU, Eu.ro.Pa!“ (N. Esinencu) Maxim Gorki Theater

## Rezeption
„Kummers Theaterarbeit reduziert sich nicht auf Coolness-Attitüden. Dafür ist sie zu frei, zu stark dem zugewandt, wofür eine gemäße Sprache und Form ständig neu erprobt und ermittelt werden muss, in Gestalt eines Schreibens und Inszenierens und kollektiven Erarbeitens, die tatsächlich kontingenzoffen ausfallen, mit der bei Kummer durchgängig schlüssigen Kooperation von Exzess und Präzision.“ (Markus Steinweg)
„The use of multiple actors all claiming to be the real Lady Di, as well as a surprisingly real looking doll of her, adds to the play’s surreal and postmodern feel. (…) By using this technique (an apolyphonic chorus of voices) the play engages with a rich tradition of theater that dates back thousands of years, while also pushing the boundaries of what theater can be in the modern era.“ (Vienna CultGram, Multiple Dianas at WERK X-Petersplatz, über What did you do when lady Di died?)

## Stücke (Auswahl)
Themen, die Katharina Kummer behandelt, sind u. a.: Animismus, Magie und Objekt, Alter und Tod, Sucht und Selbstmord, Reproduktion, überindividualistische und gesellschaftlich randständige Gebiete, Mündigkeit, Ritual, Glaubensmechanismen und Transzendenz.

### Bühnenessays/Theaterstücke
- Triptychon: Mirjam & Myriam: Sieh dich vor, im Traum eines kleinen Mädchens gefangen zu sein; Wir werden alle unsere Mütter; so much pain! a bodypiece for Liz. Eine Inquisition
- Turm/Schleier. Puppe/Fleisch. Ein vielstimmiges Gemetzel
- Bei uns ist alles un Ordnung! Eine Bewegungspartitur
- strawberry fields Forever oder der Beginn einer wunderbaren Freundschaft. Eine Videothek von Christoph Bochdansky und Katharina Kummer
- What did you do when lady Di died?

### Miniaturen
- Talk to me in a language I don’t understand!
- Time to Desert – kollektiver Selbstmord statt Widerstand! Eine Neverlandcollage

### Adaptionen
- Rote Sonne oder Dieser Planet geht mir auf die Nerven. Ein Palimpsest von Katharina Kummer über Motive des Films „Rote Sonne“ von Rudolf Thome
- Djamila, Kitschine Bala und der berühmteste Cuckold der Literaturgeschichte. Nach Tschingis Aitmatow
- Der Schaum der Tage. Nach dem gleichnamigen Roman von Boris Vian

| Personendaten    | Personendaten                           |
| ---------------- | --------------------------------------- |
| NAME             | Kummer, Katharina                       |
| KURZBESCHREIBUNG | deutsche Regisseurin und Theaterautorin |
| GEBURTSDATUM     | 1981                                    |
| GEBURTSORT       | Nürnberg                                |